# Bavanat
Bavānāt (farsi بوانات) è il capoluogo dello shahrestān di Bovanat, circoscrizione Centrale, nella provincia di Fars. Aveva, nel 2006, una popolazione di 9.645 abitanti.